# Jajaran Lama
Jajaran Lama is een bestuurslaag in het regentschap Lahat van de provincie Zuid-Sumatra, Indonesië. Jajaran Lama telt 609 inwoners (volkstelling 2010).